# Gara Pitești
Gara Pitești (cunoscută și ca Pitești Sud) este cea mai importantă gară din municipiul Pitești. 
Aceasta este străbătută de linia București Nord - Craiova (linia de cale ferată 901) și linia spre Curtea de Argeș (906).

## Prezentare generală
Gara a fost inaugurată pe 13 septembrie 1872, în același timp cu darea în folosință a liniei de cale ferată Pitești-Chitila-București. Această clădire este ultimul supraviețuitor al seriei de clădiri construite în 1872 de consorțiul prusac al antreprenorului Bethel Henry Strousberg pentru căile ferate române. Gara veche a fost demolată iar în locul acesteia s-a construit o gară modernă. Noua gară finalizată în anul 2016 este o cladire parțial suspendată, întinzându-se peste liniile de cale ferată, astfel încat peroanele se află sub clădire, iar trenurile opresc sub aceasta. Aceasta are peste 1.000 de metri pătrați și două etaje. Gara are și un minimall în sala de așteptare, cu multe magazine, scări rulante și lifturi cu o capacitate de 15 persoane care îi duc pe călători pe peroane. În apropiere sunt amenajate spații de parcare. Clădirea include, la nivelul etajului întai, un pasaj care face legătura între cartierul Tudor Vladimirescu și gară.   

## Legături feroviare
Din Pitești sunt trenuri sau vagoane directe zilnice spre următoarele localități din România: București, Craiova, Constanța, Slatina, Curtea de Argeș, Câmpulung Muscel, Titu etc.
CFR Călători și CFR Marfă sunt principalii operatori, dar mai sunt și alte firme private.

## Oferta Tarif Regio la trenurile InterRegio „Săgeata Albastră”
Datorită numărului de călători în continuă scădere din ultimii ani, ce-i drept din cauza unor tarife foarte mari raportate la distanță și durata de mers (mai ales pe această relație), CFR Călători a introdus pe mai multe rute oferte promoționale de la noul mers de tren ce a intrat în vigoare de la 13 decembrie 2015. Oferta a atras la Pitești un succes foarte mare, tot mai mulți călători revenind la tren după mulți ani în care au preferat alte variante de transport, astfel la anumite ore de vârf în weekend-uri multe trenuri Săgeata Albastră nu mai pot oferi o capacitate de locuri suficient de mare. Oferta se bucură în continuare de o mare apreciere a călătorilor în continuă creștere.

## Legături externe
- Mersul Trenurilor de Călători Arhivat în 19 decembrie 2009, la Wayback Machine.